# Camelot (film)
Camelot är en amerikansk musikalfilm från 1967 i regi av Joshua Logan. Manuset är skrivet av Alan Jay Lerner, baserat på hans och Frederick Loewes musikal med samma titel uppsatt första gången 1960. Musikalen är i sin tur baserad på T.H. Whites roman The Once and Future King från 1958. 
Filmen vann tre Oscar vid Oscarsgalan 1968: bästa scenografi, bästa kostym och bästa originalmusik. Den vann även tre Golden Globe: bästa manliga huvudroll - komedi eller musikal, bästa originalmusik - spelfilm och bästa sång - spelfilm för "If Ever I Should Leave You".

## Handling
Filmen handlar om Kung Arthur av England (Richard Harris) och hans äktenskap med Guinevere (Vanessa Redgrave). Men även om Mordreds (David Hemmings) plan att erövra tronen och Guineveres spirande relation med Lancelot du Lac (Franco Nero), vilka hotar att förstöra Arthurs sammanslagning av riddare vid Runda bordet.

## Rollista
- Richard Harris – kung Arthur
- Vanessa Redgrave – Guinevere
- Franco Nero – Lancelot du Lac
- David Hemmings – Mordred
- Lionel Jeffries – kung Pellinore
- Laurence Naismith – Merlin
- Pierre Olaf – Dap
- Estelle Winwood – lady Clarinda
- Gary Marshal – sir Lionel
- Anthony Rogers – sir Dinadan
- Peter Bromilow – sir Sagramore
- Sue Casey – lady Sibyl
- Gary Marshal – Tom of Warwick

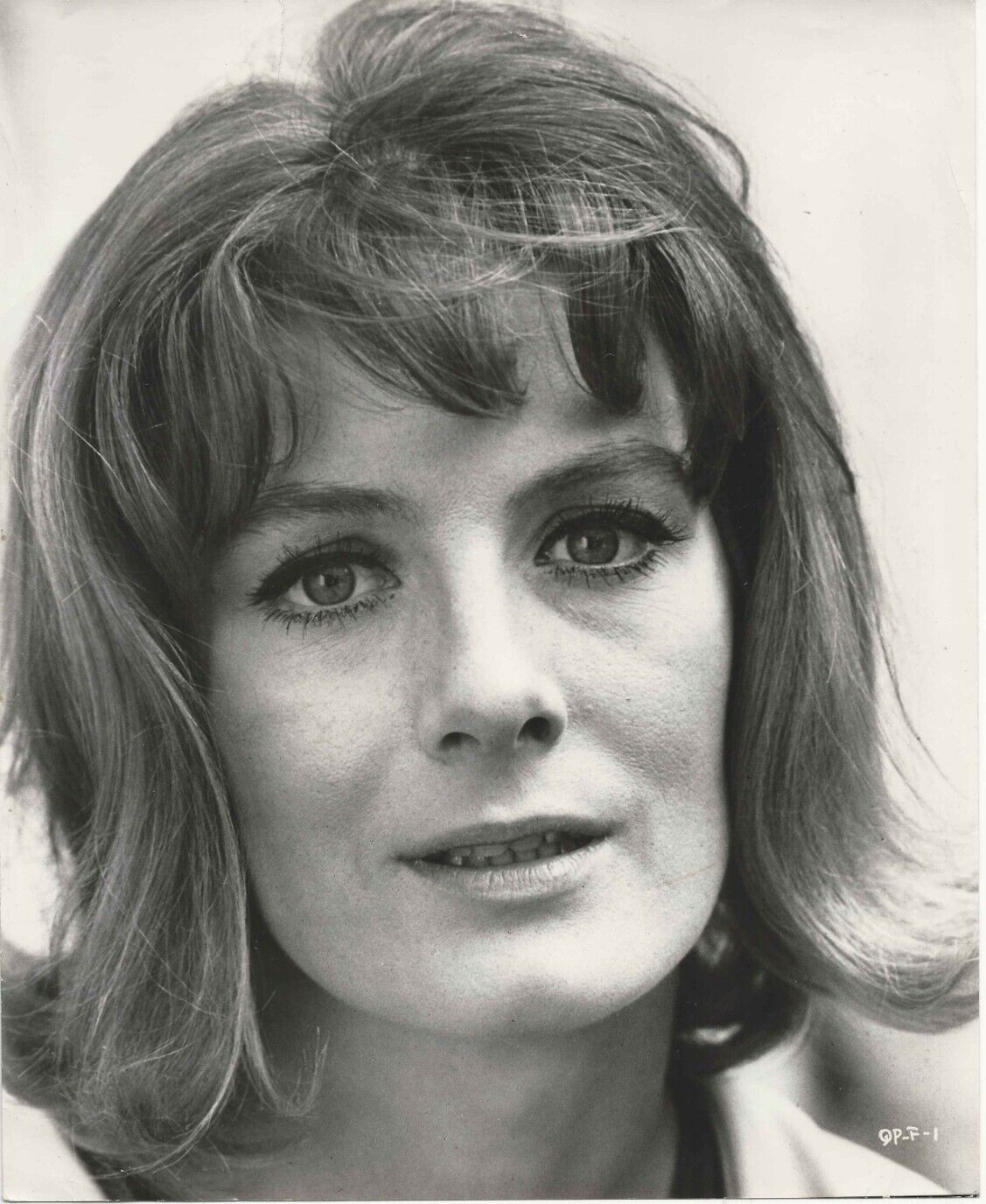
Vanessa Redgrave hade rollen som Guinevere i filmen. Bild från 1969.

- Nicolas Beauvy – kung Arthur som pojke
- Gene Merlino – Lancelots sångröst